# Polygrammodes
Polygrammodes é um gênero de mariposa pertencente à família Crambidae.